# Przedsiębiorstwo Wyrobów Cukierniczych „Odra”
Przedsiębiorstwo Wyrobów Cukierniczych „Odra” – przedsiębiorstwo branży spożywczej, powstałe w 1946 roku w Brzegu zajmujące się produkcją wyrobów cukierniczych. Zaliczane jest do największych polskich przedsiębiorstw cukierniczych. Udział w krajowym rynku cukierniczym szacowany jest na około 5%. Firma spełnia, prestiżowe w branży spożywczej, standardy IFS oraz BRC (British Retail Consortium).

## Historia
Początek istnienia firmy sięga roku 1946, kiedy została uruchomiona produkcja karmelków i drażetek. W latach 1948–1951 i 1957–1958 zakład przeszedł dwa pierwsze etapy rozbudowy. W pierwszym etapie rozpoczęto produkcję pomadek mlecznych (znanych dziś m.in. jako krówki „Matylda”). Ponadto uruchomiono produkcję chałwy sezamowej. W latach 1957–1958 miał miejsce drugi etapu rozbudowy – uruchomiono produkcję wyrobów czekoladowych i drażerowanych.
Rok 1970 był dla firmy okresem dużych zmian – przedsiębiorstwo jako jedyne w kraju uruchomiło produkcję gumy do żucia w formie kostek, a od 1972 roku gumy w formie listków wytwarzanych na linii japońskiej firmy Lotte. Następnie w latach 1975-1976 rozpoczęto produkcję galanterii czekoladowej o korpusie miękkim (tzw. cukierki czekoladowe).
Na początku 1993 roku rozpoczęto proces prywatyzacyjny przedsiębiorstwa. W marcu tego samego roku załoga „Odry” zawiązała spółkę z ograniczoną odpowiedzialnością, która 19 maja 1993 roku została wpisana do Rejestru Handlowego. Natomiast z dniem 1 lutego 1994 roku przedsiębiorstwo zaczęło funkcjonować jako Przedsiębiorstwo Wyrobów Cukierniczych „Odra” Sp. z o.o. w Brzegu.
W 1996 roku uruchomiono produkcję dropsów "Fructo". W tym samym roku również na rynek wprowadzono karmelki „Mini”, które odniosły sukces na krajowym rynku.
27 czerwca 1998 roku PWC „Odra” Sp. z o.o. na mocy uchwały Zgromadzenia Wspólników zostało przekształcone w spółkę akcyjną.
W maju 2021r. turecka spółka Kervan Gıda podpisała warunkową umowę nabycia większościowego pakietu udziałów ZPC Otmuchów wraz z jego spółką zależną PWC Odra.

## Produkty
Oferta „Odry” obejmuje ponad 100 asortymentów, wśród których znajdują się: karmelki twarde, karmelki nadziewane, wyroby czekoladowane, pomadki mleczne, gumki rozpuszczalne, draże, praliny nadziewane kremami o różnych smakach, bomboniery, chałwa, sezamki. Poniżej znajduje się szczegółowa lista produktów firmy „Odra”.
- Wyroby okolicznościowe[7]
  - Słodki Upominek Świąteczny
  - Mieszanka Świąteczna
  - Choinka Świąteczna
  - But Świąteczny
  - Chałwa Świąteczna
  - Świąteczne Galaretki Opolanki
  - Cukierki Choinkowe
  - Bon Ton Orzechowy Świąteczny
  - Praliny Świąteczne
  - Świąteczne Galaretki Opolanki
  - Trufle Świąteczne
  - Bombka
  - Bałwan
  - Mikołaj
  - Mikołajki
  - Bon Ton Świąteczny
- Chałwy[8]
  - Waniliowa
  - Fantazyjna
  - Mleczna
  - Z orzechami
  - Kawowa
  - Waniliowa w czekoladzie
- Karmelki nadziewane[9]
  - Kukułka
  - Faworytki miętowe
  - Kapitańskie
  - Fructo
- Karmelki twarde[10]
  - Leśne
  - Landrynusy
  - Lodowce
  - Mini Relax
  - Mini
  - Cytruski
  - Mini pudełko
  - Fructo Exotic
- Czekolada nadziewana[11]
  - Chocolate Classico
  - Bon Ton
  - Carmen
  - Słodki Upominek
  - Magia Życzeń
  - Chocolate Dreams
  - Elegancja
  - Czekoladowe Marzenia
  - Quiero
- Bombonierki[12]
  - Bon Ton
  - Carmen 220g
  - Quiero
  - Słodki Upominek
  - Chocolate Classico
  - Elegancja
  - Chocolate Dreams
  - Magia Życzeń
  - Carmen
  - Słodki Upominek
- Cukierki czekoladowe[13]
  - Galaretki Opolanki
  - Trufle
  - Ja i Ty
  - Ja i Ty kawowo-śmietankowe
  - Michałki Piastowskie
  - Bonito kokosowe z chrupkami
  - Bonito orzechowe z chrupkami
- Cukierki do żucia rozpuszczalne[14]
  - YO!
  - YO! mix smaków
- Krówki i irysy[15]
  - Matylda
  - Lisa
  - Tina
  - Irysy maczki
  - Irysy mleczne
  - Irysy z sezamem
- Ciastka i wafle[16]
  - Czyżyki
  - Wacuś
  - Maciuś
- Kuferki[17]
  - Kuferek
- Sezamki[18]
  - Sesame Traditional
- Drażetki[19]
  - Kamyki Brzeskie
- Inne[20]
  - Galaretka wielosmakowa

## Nagrody i wyróżnienia
Firma „Odra” zdobyła następujące nagrody oraz wyróżnienia:
- Poznaj Dobrą Żywność
- Medal Europejski
- Polagra
- Opolska marka
- Q
- Euromarka
- Teraz Polska
- Agro Poland – Euro Quality
- Europrodukt
- Przedsiębiorstwo Fair Play
- Wyróżnienie w konkursie Polska Nagroda Jakości[3] (przyznane przez Krajową Izbę Gospodarczą)
- Bombonierka Carmen została laureatem „Opolskiej Marki 2010” w kategorii najlepszy produkt[22]

### Udział w międzynarodowych targach
Ponadto firma odniosła sukcesy na międzynarodowych targach takich jak:
- ISM w Kolonii
- AII CANDY EXPO w Chicago
- Sial China
- Foodapest na Węgrzech
- IFE w Londynie

## Sponsoring
Firma „Odra” prowadzi działalność charytatywną – wspiera domy dziecka oraz szpitale. Ponadto zajmuje się sponsorowaniem imprez kulturalnych i sportowych, a także, w ramach własnej promocji, jest sponsorem teleturniejów.